# Хайнрих V фон Плауен (бургграф на Майсен)
Хайнрих V фон Плауен (на немски: Heinrich V von Plauen; * 9 октомври 1533 в Енгелхауз (Andělská Hora) в Чехия; † 24 декември 1568 в Хоф) е бургграф на Майсен и господар на Плауен, Гера, Лобенщайн и Фойгтсберг.
Той произлиза от старата линия на род фогти на Плауен. Той е големият син на Хайнрих IV фон Плауен (1510 – 1554), бургграф на Майсен, и съпругата му Маргарета фон Салм (1517 – 1573), дъщеря на граф Николаус I (1459 – 1530) фон Салм и Нойбург и съпругата му Елизбет фон Рогендорф († 1507). Майка му е сестра на Волфганг фон Салм, епископ на Пасау (1541 – 1555).
След смъртта на баща му той и по-малкият му брат Хайнрих V (1533 – 1568) го последват още малолетни. Те наследяват и проблемите на баща им с Ройс и големите му финасови задължения.
Бохемският крал Фердинанд I им обещава да ги пази от Ройс. След като става пълнолетен той управлява първо сам, по-късно заедно с по-малкия си брат.
Хайнрих V се жени на 25 август 1555 г. (2 февруари 1556 г.) за принцеса Доротея Катарина фон Бранденбург-Ансбах (1538 – 1604) от франкските Хоенцолерни, дъщеря на маркграф Георг фон Бранденбург-Ансбах-Кулмбах. 
Поканени са 1500 души с 970 коне, от които 250 благородници и Хайнрих прави големи задължения.
През май 1559 г. те залагат господствата Плауен и Фойгтсберг и службата Шьонек на курфюрст Август от Саксония. На 1 януари 1561 г. чрез решението от съда във Виена от 28 септември 1560 г. двамата братя загубват господството Грайц на Ройсите и половината от господствата Гера и Шлайц на Ройсите. На братята им остават само земите в Бохемия и дворец Постерщайн.
През 1563 г. следва подялба на страната между двамата братя разделят страната помежду си. Брат му Хайнрих VI получава господство Шлайц и Лобенщайн и службата Пауза.
Съвсем обеднял започват той и съпругата му започват да живеят в къща в Хоф, която нейният брат Георг Фридрих I им дава. Там той умира на 24 декември 1568 г. и е погребан в Бергцърквата Св. Мария при Шлайц.

## Фамилия
Хайнрих V се жени на 25 август 1555 г. (2 февруари 1556 г.) в Гера за принцеса Доротея Катарина фон Бранденбург-Ансбах (* 23 февруари 1538; † 8 февруари 1604), дъщеря на маркграф Георг фон Бранденбург-Ансбах-Кулмбах (1484 – 1543) и третата му съпруга Емилия Саксонска (1516 – 1591), дъщеря на Хайнрих Благочестиви. Те имат четири сина, които умират малко след раждането.
- Хайнрих (*/† 1557)
- Хайнрих († млад)
- Хайнрих († млад)
- Хайнрих (* 1567; † малко след това)

Брат му Хайнрих VI (1536 – 1572), бургграф на Майсен (1554 – 1572), също няма деца.